# Arnljot Nyås
Arnljot Nyås (* 14. Mai 1916; † 16. Juli 1995) war ein norwegischer Skilangläufer.
Nyås, der für den IL i BUL Oslo startete, gewann bei den Nordischen Skiweltmeisterschaften 1950 in Lake Placid die Bronzemedaille über 18 km. Zudem errang er dort den 14. Platz über 50 km. Bei norwegischen Meisterschaften siegte er in den Jahren 1950 und 1951 mit der Staffel von IL i BUL Oslo. In den Jahren 1947 und 1948 wurde er jeweils Dritter über 50 km.